# El Palmillo
El Palmillo è un sito archeologico pre-colombiano della civiltà dei Zapotechi, situato nella valle di Oaxaca. Si trova sulla cima di una collina, a sud del sito archeologico di Mitla e ad est del centro zapoteco della regione, Monte Albán.

## Gli scavi
Gli scavi, guidati dai Dr. Gary Feinman e Linda Nicholas del Field Museum of Natural History dal 1999-2008, hanno portato alla luce una città con piazze, palazzi e un ballcourt.